# North Sydney (Nouvelle-Écosse)
Pour les articles homonymes, voir North Sydney.
North Sydney (pop. 2001 : 6 775) est une communauté en Nouvelle-Écosse situé dans la municipalité régionale de Cap-Breton.
Elle se situe sur l'île du Cap-Breton, près de la communauté de Sydney. Son port est baigné par l'océan Atlantique.

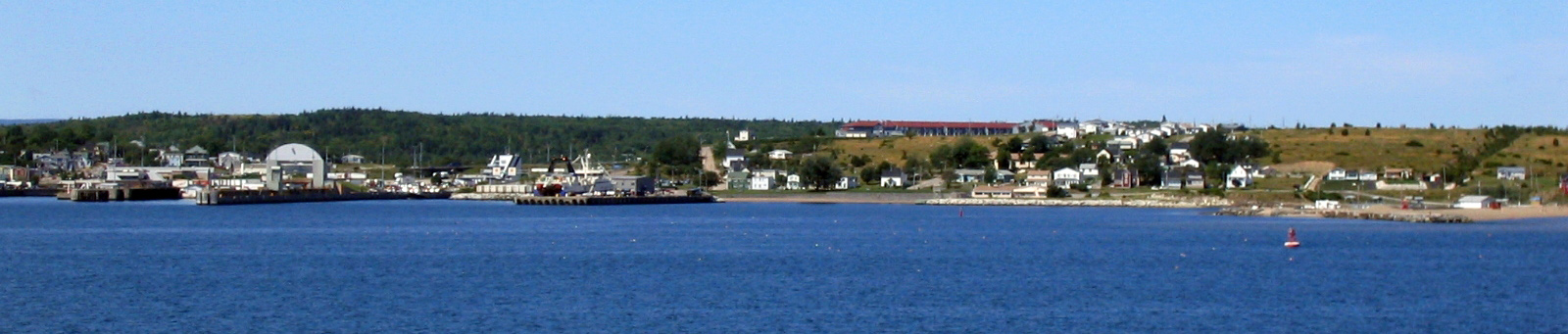
North Sydney

## Personnalités
- Paul Andrea (1941-), ancien joueur de hockey sur glace ;
- William Hollett (1912-1999), ancien joueur de hockey sur glace ;
- Harold Russell (1914-2002), acteur ;
- Bobby Smith (1958-), ancien joueur de hockey sur glace.